# 韩晶娜
韩晶娜（1975年1月16日—），女，湖北武汉人，中国羽毛球运动员，曾奪得1995年世界羽毛球錦標賽女子單打亞軍，現已退役，2006年起擔任中国国家羽毛球青年队教练。

## 簡歷
韩晶娜7歲時開始練習羽毛球，兩年後便進入武汉市汉口体育馆业余体校接受訓練，至13歲入選湖北省羽毛球队，到1989年入选中国国家羽毛球队。
在唐九红、黄华等相繼退役，韩晶娜与叶钊颖等迅速成了国家队的女单主力，並成為國家隊團體賽的主力成員，曾出戰1994年、1996年和1998年三届尤伯杯，取得了一冠兩亞的佳績。
在個人單項方面，1995年，韩晶娜出戰在洛桑舉行的世界羽毛球錦標賽女子單打比賽，跟隊友叶钊颖会师决赛，最終屈居亞軍。兩年後的格拉斯哥世錦賽，韩晶娜再次敗給隊友，夺得女单第三名。
1999年，韩晶娜从国家队退役，曾被安排前往英國，协助英国队备战2000年悉尼奥运会。2001年，韩晶娜回国备战九运会，並代表湖北队参加了九运会羽毛球女子团体比赛，之後更出任湖北省羽毛球队女队教练。至2005年，韩晶娜帶領的湖北女队在十运会夺得了女双金牌。
2006年，韩晶娜被調任中国国家羽毛球青年队教练。